# Chauvency-le-Château
Pour les articles homonymes, voir Chauvency et Château (homonymie).
Chauvency-le-Château est une commune française située dans le département de la Meuse, en région Grand Est. Chauvency-le-Château fait partie de la Lorraine gaumaise.

## Géographie

### Hydrographie
La commune est dans le bassin versant de la Meuse au sein du bassin Rhin-Meuse. Elle est drainée par la Chiers, le Loison et le ruisseau du Bouillon,.
La Chiers, d'une longueur de 127 km, prend sa source dans la commune de Mont-Saint-Martin et se jette  dans la Meuse à Remilly-Aillicourt, après avoir traversé 46 communes. Les caractéristiques hydrologiques de la Chiers sont données par la station hydrologique située sur la commune. Le débit moyen mensuel est de 22 m3/s. Le débit moyen journalier maximum est de 272 m3/s, atteint lors de la crue du 21 décembre 1993. Le débit instantané maximal est quant à lui de 336 m3/s, atteint le 23 janvier 1995.

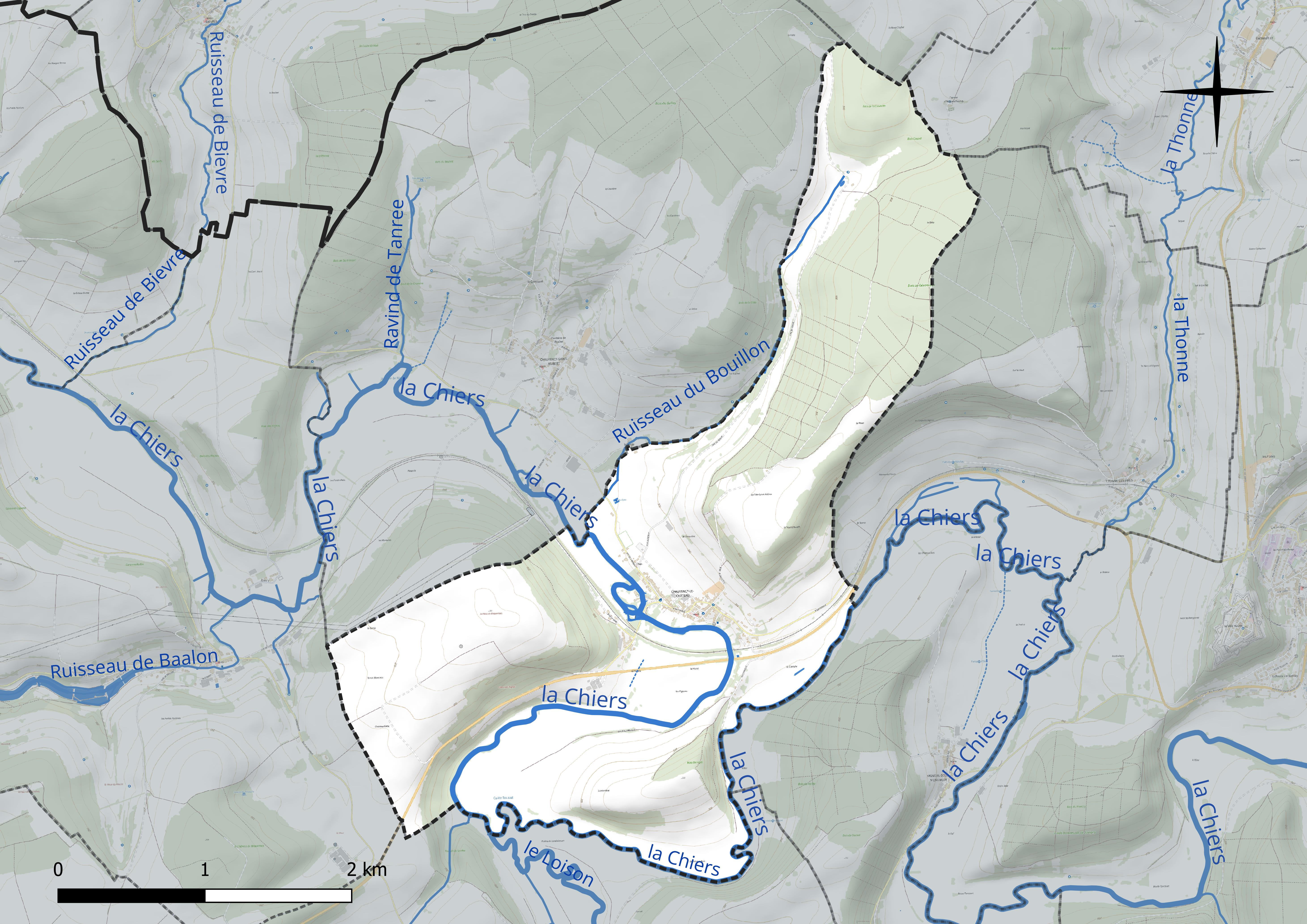
Réseau hydrographique de Chauvency-le-Château.

Le Loison, d'une longueur de 53 km, prend sa source dans la commune de Loison et se jette  dans la Chiers sur la commune, après avoir traversé 17 communes. 

### Climat
Pour des articles plus généraux, voir Climat du Grand Est et Climat de la Meuse.
En 2010, le climat de la commune est de type climat de montagne, selon une étude du Centre national de la recherche scientifique s'appuyant sur une série de données couvrant la période 1971-2000. En 2020, Météo-France publie une typologie des climats de la France métropolitaine dans laquelle la commune est dans une zone de transition entre le climat océanique altéré et le climat océanique altéré et est dans la région climatique  Lorraine, plateau de Langres, Morvan, caractérisée par un hiver rude (1,5 °C), des vents modérés et des brouillards fréquents en automne et hiver. 
Pour la période 1971-2000, la température annuelle moyenne est de 9,5 °C, avec une amplitude thermique annuelle de 15,7 °C. Le cumul annuel moyen de précipitations est de 940 mm, avec 14,1 jours de précipitations en janvier et 9,8 jours en juillet. Pour la période 1991-2020, la température moyenne annuelle observée sur la station météorologique de Météo-France la plus proche, « Mouzay », sur la commune de Mouzay à 9 km à vol d'oiseau, est de 10,6 °C et le cumul annuel moyen de précipitations est de 789,5 mm. 
La température maximale relevée sur cette station est de 40,4 °C, atteinte le 24 juillet 2019 ; la température minimale est de −15,3 °C, atteinte le 20 décembre 2009,,. 
Les paramètres climatiques de la commune ont été estimés pour le milieu du siècle (2041-2070) selon différents scénarios d'émission de gaz à effet de serre à partir des nouvelles projections climatiques de référence DRIAS-2020. Ils sont consultables sur un site dédié publié par Météo-France en novembre 2022.

## Urbanisme

### Typologie
Au 1er janvier 2024, Chauvency-le-Château est catégorisée commune rurale à habitat dispersé, selon la nouvelle grille communale de densité à sept niveaux définie par l'Insee en 2022.
Elle est située hors unité urbaine et hors attraction des villes,.

### Occupation des sols
L'occupation des sols de la commune, telle qu'elle ressort de la base de données européenne d’occupation biophysique des sols Corine Land Cover (CLC), est marquée par l'importance des territoires agricoles (64,9 % en 2018), une proportion sensiblement équivalente à celle de 1990 (64,8 %). La répartition détaillée en 2018 est la suivante : 
prairies (37,2 %), forêts (31,4 %), terres arables (27,6 %), zones urbanisées (3,7 %). L'évolution de l’occupation des sols de la commune et de ses infrastructures peut être observée sur les différentes représentations cartographiques du territoire : la carte de Cassini (XVIIIe siècle), la carte d'état-major (1820-1866) et les cartes ou photos aériennes de l'IGN pour la période actuelle (1950 à aujourd'hui).

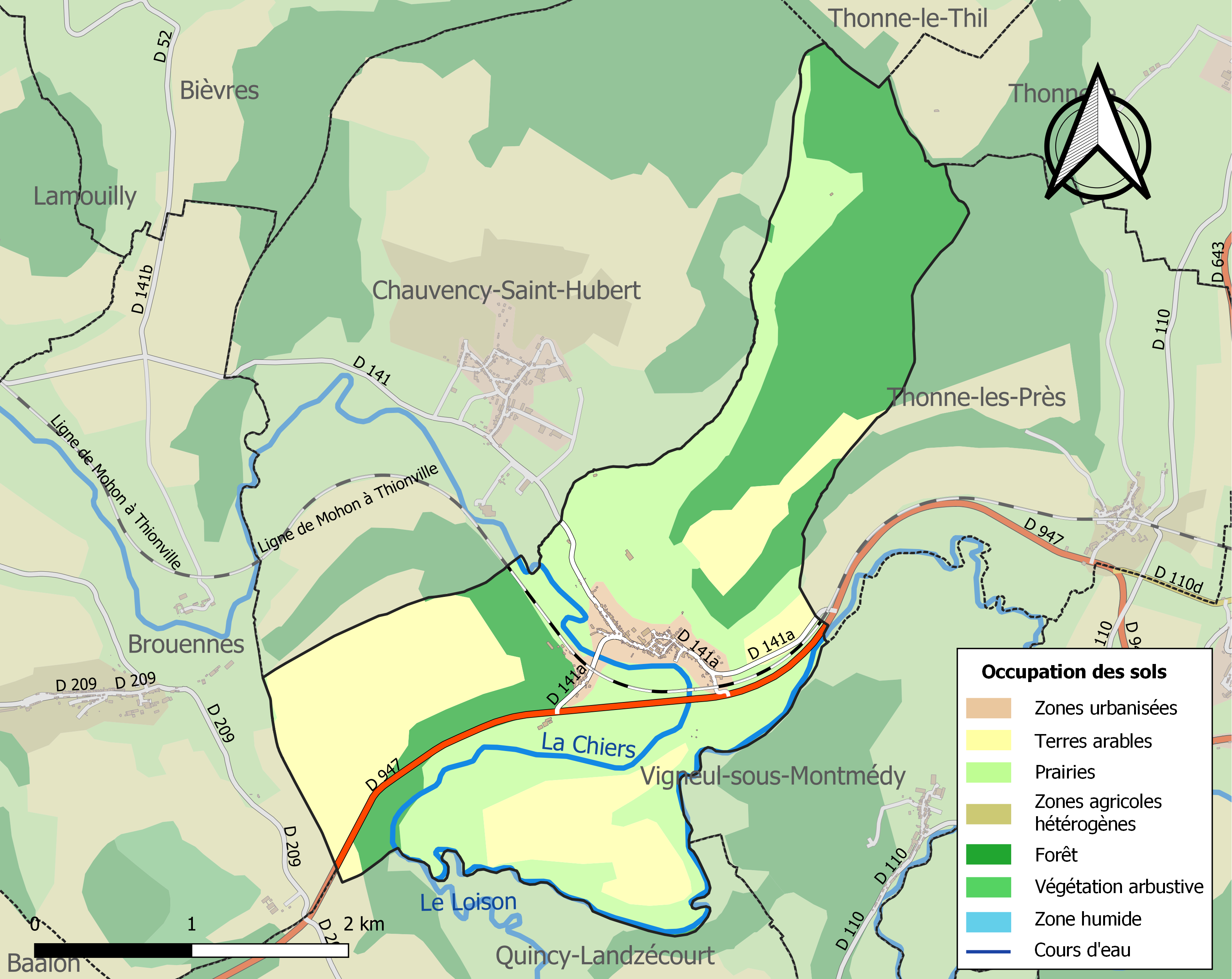
Carte des infrastructures et de l'occupation des sols de la commune en 2018 (CLC).

## Toponymie
Le nom de la localité est attesté sous les formes Cavinciaco (888) ; Cavisiacum (1157) ; Calviacum (1169) ; Calviciacum, Calvinciacum (1179) ; Chavecy, Chouency (1240) ; Chavancey-le-Chastel (1267); Chavencey (1284) ; Caviniacum (XIVe siècle) ; Chavancy (1577) ; Chavency-le-Chasteau (1593) ; Chavency (1631) ; Chevancey-le-Chastel (1656) ; Chauvancy (1661)[réf. nécessaire].
Le château est élevé à la fin du XIe siècle. Il se trouve sur une île entourée par la rivière la Chiers à l'Ouest du village à environ 170 mètres d'altitude.

## Histoire

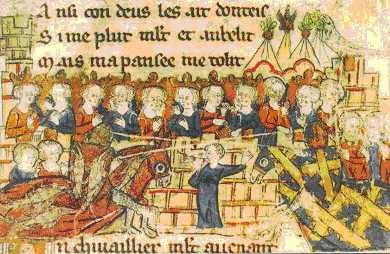
Le tournoi de Chauvency en 1285.

En 1285, le comte de Chiny, Louis de Looz, établi à Montmédy, et son frère, Gérard de Looz, seigneur de Chauvency, organisent de somptueuses festivités et y invitent pour des joutes et pour un tournoi plus de 500 chevaliers, venus d’Alsace, de Lorraine, des rives du lac Léman ou des rivages de la mer du Nord, et même d’Angleterre.
Les Luxembourg, Florent de Hainaut, Philippe de Chiéti (fils de Gui de Dampierre, comte de Flandre), les Salm et Blâmont, les Âpremont (d'Apremont-la-Forêt et de Dun-sur-Meuse), Briey, Esch-sur-Sûre et Hattstatt en sont les principaux héros... aux côtés des Bergues, Bazentin, Lalaing, Haussy, Hondschoote, Ligne (famille), Fléchin, Baissy de Bachy (?) ou Béchy (?), Montigny-en-Ostrevent, Auberchicourt, (famille d'Auberchicourt), Faucogney, Annegray (de La Voivre), Saint-Rémy, Ronchamp, Oiselay, Moncley, du comte de Sancerre, Prie (de La Fermeté) seigneur de Buzançais, Grailly de Grilly, Bergheim, Linange ou Leiningen, Munsheim de Monsheim, Trie-Château, Creuë, Ornes, Thil (écart d'Azannes-et-Soumazannes), de Muraut-Merauvaux près de Damvillers ou de Mont-Villers, de Cuminières ou Cumières, Gui de Neuville (de Champneuville ?), Geoffroi de Neuville-sur-Ornain, Chardogne, Rosières, Amance, Bauffremont, Removille, Maizey, Sierck de Sierck-les-Bains, Gevigni ou Gviwini de Juvigny-sur-Loison, Watronville et tant d'autres.
Jacques Bretel raconte ces fêtes brillantes où l'on joue, joute, rime, boit, chante, danse et rit, dans  un reportage très poétique (où sont décrits de nombreux blasons dans le texte ou les miniatures) : Le Tournoi de Chauvency.
Les manuscrits de Mons, d'Oxford et de Reims conservent ce précieux témoignage. Ces textes en ancien français du treizième siècle ont été traduits intégralement en français moderne en 1997. Cette traduction, calquée sur l'originale, imite les vers octosyllabiques et rimés, en conserve le rythme et la cadence, en restitue l'art des formules et toute la poésie originelle.
En 1490, s’est produit un événement beaucoup moins spectaculaire que le tournoi mais bien connu des historiens car il fut raconté en détail par celui qui en fut le principal protagoniste. En effet, Philippe de Vigneulles, chroniqueur messin de renom, fut enlevé à Metz avec son père le 3 novembre 1490 et emprisonné au château de Chauvency durant quatorze mois. Il a raconté en long et en large cette mésaventure dans sa Chronique et dans son Journal. Ces deux récits complémentaires sont très intéressants à plus d’un titre. Ils offrent en effet un témoignage extraordinaire sur les mœurs de l'époque tant en ce qui concerne certaines formes de criminalité que maints usages de la vie quotidienne. De fait, de Vigneulles n’hésite pas à entrecouper son récit de notations plus ou moins longues concernant les événements qui se sont produits à Metz ou ailleurs durant son incarcération, notamment la trahison de Jean de Landremont qui voulait livrer Metz au duc de Lorraine.
Faisait partie du Luxembourg français de 1659 à 1790 (assises et bailliage de Montmédy). Était rattaché au diocèse de Trèves (archid. de Longuyon et doyenné de Juvigny).

## Politique et administration
| Période                                  | Période   | Identité         | Étiquette | Qualité        |
| ---------------------------------------- | --------- | ---------------- | --------- | -------------- |
| Les données manquantes sont à compléter. |           |                  |           |                |
| avant 1995                               | ?         | Denis Dagas      |           |                |
| mars 2001                                | mars 2008 | Jacques Thierion |           |                |
| mars 2008                                | mai 2020  | Claude Lallemand |           |                |
| mai 2020                                 | En cours  | Daniel Regnauld  |           | Ancien employé |

## Population et société

### Démographie
L'évolution du nombre d'habitants est connue à travers les recensements de la population effectués dans la commune depuis 1793. Pour les communes de moins de 10 000 habitants, une enquête de recensement portant sur toute la population est réalisée tous les cinq ans, les populations de référence des années intermédiaires étant quant à elles estimées par interpolation ou extrapolation. Pour la commune, le premier recensement exhaustif entrant dans le cadre du nouveau dispositif a été réalisé en 2005.

En 2022, la commune comptait 225 habitants, en évolution de −9,64 % par rapport à 2016 (Meuse : −4,4 %, France hors Mayotte : +2,11 %).
| 1793 | 1800 | 1806 | 1821 | 1831 | 1836 | 1841 | 1846 | 1851 |
| ---- | ---- | ---- | ---- | ---- | ---- | ---- | ---- | ---- |
| 429  | 475  | 502  | 518  | 592  | 613  | 603  | 615  | 606  |

| 1856 | 1861 | 1866 | 1872 | 1876 | 1881 | 1886 | 1891 | 1896 |
| ---- | ---- | ---- | ---- | ---- | ---- | ---- | ---- | ---- |
| 597  | 680  | 698  | 671  | 616  | 597  | 616  | 564  | 512  |

| 1901 | 1906 | 1911 | 1921 | 1926 | 1931 | 1936 | 1946 | 1954 |
| ---- | ---- | ---- | ---- | ---- | ---- | ---- | ---- | ---- |
| 512  | 484  | 474  | 428  | 415  | 418  | 438  | 421  | 386  |

| 1962 | 1968 | 1975 | 1982 | 1990 | 1999 | 2005 | 2006 | 2010 |
| ---- | ---- | ---- | ---- | ---- | ---- | ---- | ---- | ---- |
| 350  | 327  | 305  | 298  | 254  | 243  | 248  | 248  | 270  |

| 2015 | 2020 | 2022 | - | - | - | - | - | - |
| ---- | ---- | ---- | - | - | - | - | - | - |
| 250  | 231  | 225  | - | - | - | - | - | - |

## Culture locale et patrimoine

### Lieux et monuments

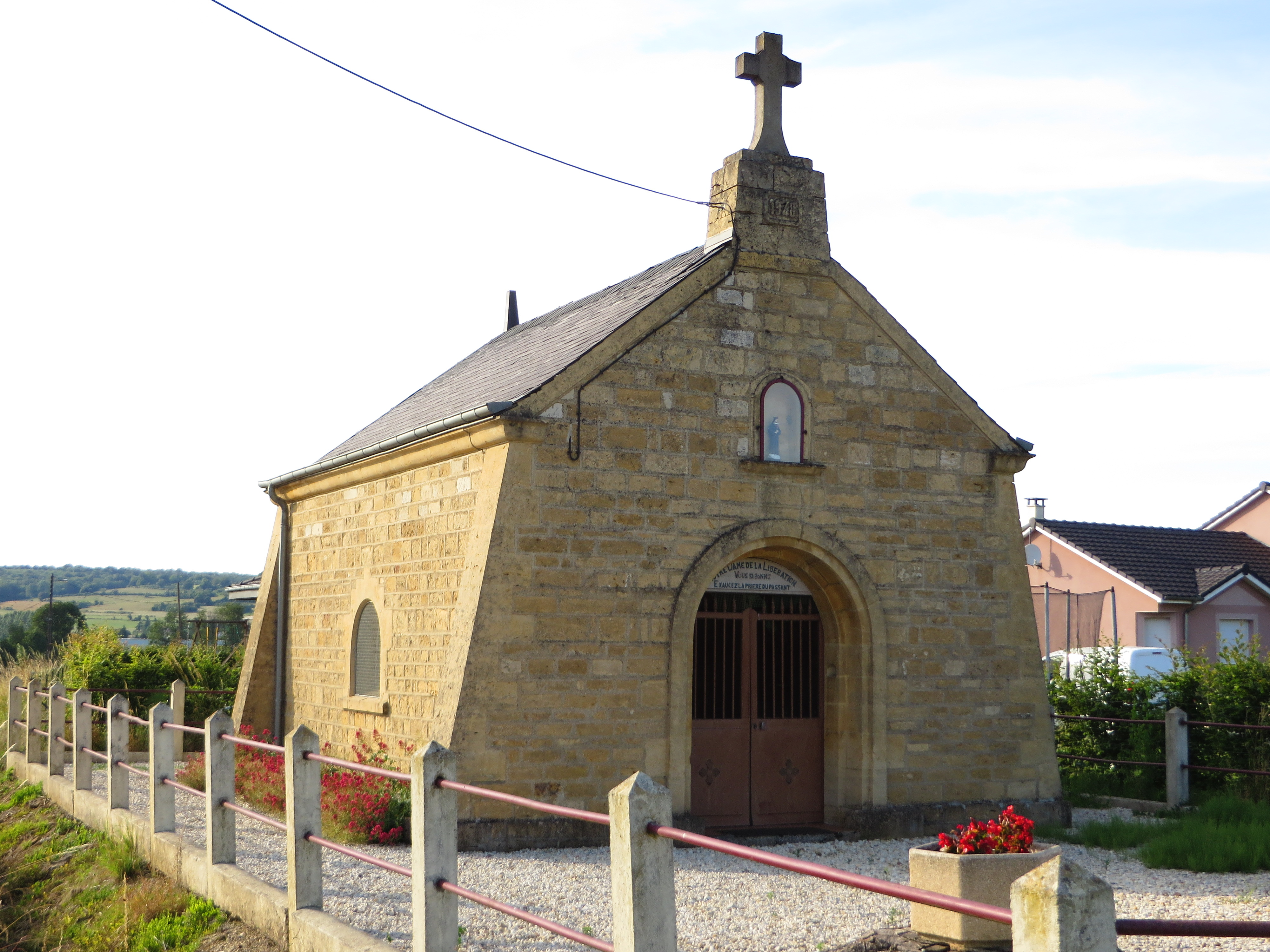
La chapelle Notre-Dame-de-la-Libération.

- L'église Saint-Amand, construite en 1858.
- La chapelle Notre-Dame-de-la-Libération, reconstruite en 1948, des éléments provenant de l'ancienne chapelle ont été réutilisés pour la reconstruction.